# شهرهای کاغذی
شهرهای کاغذی (به انگلیسی: Paper Towns) رمانی از جان گرین است که در ۱۶ اکتبر ۲۰۰۸ منتشر شد. مخاطب اصلی کتاب، نوجوانان هستند. رمان دربارهٔ به بلوغ رسیدن شخصیت اصلی داستان، کوئنتین «کیو» جاکوبسون، و جستجوی او برای یافتن مارگو رات اشپگلمن است که در کودکی، همسایه و سوگلی‌اش بود. در این مدت، کوئنتین و دوستاش، بن، رادار، و لسی به اطلاعاتی دربارهٔ مارگو پی می‌برند.
جان گرین برای نوشتن این کتاب از تجربه و اطلاعش از «شهرهای کاغذی» طی گشت‌وگذارش در داکوتای جنوبی الهام گرفت. کتاب در اولین هفتهٔ انتشار در رتبهٔ ۵ فهرست پرفروش‌ترین کتاب‌های کودک نیویورک تایمز قرار گرفت. در سال ۲۰۰۹ برندهٔ جایزهٔ ادگار برای بهترین رمان نوجوانانه شد. 
همچنین فیلم فیلمی اقتباسی بر پایهٔ این رمان در ۲۴ ژوئیهٔ ۲۰۱۵ منتشر شد که کارا دلوین و نات وولف بازیگران اصلی آن هستند.